# Hyalotephritis complanata
Hyalotephritis complanata är en tvåvingeart som först beskrevs av Munro 1929.  Hyalotephritis complanata ingår i släktet Hyalotephritis och familjen borrflugor. Inga underarter finns listade i Catalogue of Life.